# Tyrannochthonius parvus
Tyrannochthonius parvus es una especie de arácnido  del orden Pseudoscorpionida de la familia Chthoniidae.

## Descripción
Las hembras de la especie llegan a medir 1.48 mm

## Distribución geográfica
Se encuentra en Alabama (Estados Unidos).